# Bomba de dinheiro
Na teoria econômica, o argumento da bomba de dinheiro é um experimento mental que mostra que o comportamento racional requer preferências transitivas. A teoria econômica clássica, principalmente na área de microeconomia, assume que as preferências são transitivas: se alguém considera A melhor do que B e B melhor do que C, então deve considerar A melhor do que C. Em outras palavras, não pode haver um "ciclo" de preferências."
O argumento da bomba de dinheiro afirma que, se alguém mantivesse um conjunto de preferências intransitivas, poderia ser explorado (bombeado, no sentido de bombas hidráulicas e de petróleo, por exemplo) por dinheiro até ser forçado a deixar o mercado. Imagine que Jane tenha vinte reais para comprar frutas. Ela pode encher sua cesta com laranjas ou maçãs. Jane preferiria ter um real em vez de uma maçã, uma maçã em vez de uma laranja e uma laranja em vez de um real. Como Jane prefere uma laranja a um real, ela está disposta a comprar uma laranja por pouco mais de um real (talvez R$ 1,10). Então, ela troca sua laranja por uma maçã, porque prefere uma maçã a uma laranja. Finalmente, ela vende sua maçã por um dólar, porque prefere um real a uma maçã. Neste ponto, Jane fica com R$ 19,90, perdeu 10 centavos e não ganhou nada em troca. Este processo pode ser repetido até que Jane fique sem dinheiro. (Observe que, se Jane realmente mantivesse essas preferências, ela não veria nada de errado com esse processo e não tentaria interrompê-lo; a cada passo, Jane concorda que ficou em melhor situação).
Experimentos na área de economia comportamental mostram que os sujeitos podem violar o requisito de preferências transitivas ao comparar apostas. No entanto, a maioria dos participantes não faz essas escolhas em comparações dentro do próprio experimento, onde a contradição seria claramente visível (ou seja, os participantes não têm preferências genuinamente intransitivas, mas, em vez disso, cometem erros ao fazer escolhas usando  heurísticas).